# Xã Fairhaven, Michigan
Xã Fairhaven (tiếng Anh: Fairhaven Township) là một xã thuộc quận Huron, tiểu bang Michigan, Hoa Kỳ. Năm 2010, dân số của xã này là 1.107 người.